# Szlovák Jégkorongszövetség
A Szlovák Jégkorongszövetség (szlovákul: Slovenský zväz ľadového hokeja, rövidítve: SZĽH, más néven Hockey Slovakia) a szlovák jégkorongtevékenységet szabályzó sportszövetség. A szervezet székhelye Pozsonyban található. 1993. február 2. óta a Nemzetközi Jégkorongszövetség tagja. A Nemzetközi Jégkorongszövetség rangsorolása alapján a szlovák szövetség által irányított szlovák férfi válogatott a 9., a női válogatott a 16. legerősebb a világon.

## Története
A Szlovák Jégkorongszövetséget 1992-ben alapították.

### A szövetség elnökei
| Sorszám | Időszak                        | Elnök            |
| ------- | ------------------------------ | ---------------- |
| 1.      | 1992. december - 1997. június  | Ján Mitošinka    |
| 2.      | 1997. június - 1997. december  | Viktor Špakovský |
| 3.      | 1997. december - 1998. március | Dušan Pašek      |
| 4.      | 1998. március - 1998. június   | Ján Stanovský    |
| 5.      | 1998. június - 2011. június    | Juraj Široký     |
| 6.      | 2011. június - 2016. július    | Igor Nemeček     |
| 7.      | 2016. július - 2019. június    | Martin Kohút     |
| 8.      | 2019. július - napjainkig      | Miroslav Šatan   |

### A szövetség főtitkárai
| Sorszám | Időszak                         | Főtitkár         |
| ------- | ------------------------------- | ---------------- |
| 1.      | 1993 - 1999. szeptember         | Pavel Macko      |
| 2.      | 1999. szeptember - 2009. június | Igor Nemeček     |
| 3.      | 2009. június - 2010. március    | Ľubomír Lenár    |
| 4.      | 2010. március - 2010. június    | Roman Štamberský |
| 5.      | 2010. június - 2011. augusztus  | Ján Taraba       |
| 6.      | 2011. augusztus - 2015. június  | Oto Sýkora       |
| 7.      | 2015. július - 2016. július     | Róbert Pukalovič |
| 8.      | 2016. július - 2020. július     | Miroslav Valíček |
| 9.      | 2020. július - 2022. december   | Ivan Pulkert     |
| 10.     | 2022. december - napjainkig     | Miroslav Lažo    |

## Bajnokságok

### Első osztály
A Tipos Extraliga képviseli a szlovák jégkorongbajnokságok közül az első osztályt. A ligában kiesés-feljutás van a másodosztályba.

### Másodosztály
A TIPOS Slovenská hokejová liga másodosztályú jégkorongbajnokság. A liga győztese feljut az első osztályba, a liga utolsó helyezettje lekerül a harmadosztályba. 

### Harmadosztály
A 2. hokejová liga a harmadosztályú jégkorongbajnokság. A liga győztese feljut a másodosztályba.

### Női bajnokság
A Slovenská ženská hokejová liga képviseli az első osztályú szlovák jégkorongbajnokságot.

### Szlovák Kupa
A Szlovák Kupát (teljes nevén: JOJ Šport Slovenský pohár) 2021-ben hozták létre, amiben a szlovák jégkorongbajnoksági rendszer három szintjén játszó csapatok (Tipos Extraliga, TIPOS Slovenská hokejová liga, 2. hokejová liga) mérkőzhetnek meg egymással.
| Szezon  | Győztes             | Végeredmény | Döntős                    |
| ------- | ------------------- | ----------- | ------------------------- |
| 2021–22 | Vlci Žilina         | 6-1         | HC GROTTO Prešov          |
| 2022–23 | HC 19 Humenné       | 2-1 h.u.    | Vlci Žilina               |
| 2023–24 | Vlci Žilina         | 4-3         | HK 95 Považská Bystrica   |
| 2024–25 | DOXXbet Vlci Žilina | 6-0         | TSS Group Spartak Dubnica |

## Díjak
| Év   | Év játékosa       | Legjobb kapus (Cena Vladimíra Dzurillu) | Legjobb védő (Cena Róberta Švehlu) | Legjobb csatár (Cena Jozefa Golonku) | Legjobb edző (Cena Ladislava Horského) | Legjobb női játékos (Hokejistka roka) | Legjobb bíró (Cena Juraja Okoličányho) | Legjobb U20 játékos (Cena Pavla Demitru) |
| ---- | ----------------- | --------------------------------------- | ---------------------------------- | ------------------------------------ | -------------------------------------- | ------------------------------------- | -------------------------------------- | ---------------------------------------- |
| 1994 | Oto Haščák        | Eduard Hartmann                         | –                                  | –                                    | –                                      | –                                     | –                                      | –                                        |
| 1995 | Peter Šťastný     | Jaromír Dragan                          | –                                  | –                                    | –                                      | –                                     | –                                      | –                                        |
| 1996 | Jaromír Dragan    | Jaromír Dragan                          | –                                  | –                                    | –                                      | –                                     | –                                      | –                                        |
| 1997 | Zdeno Cíger       | Igor Murín                              | –                                  | –                                    | –                                      | –                                     | –                                      | –                                        |
| 1998 | Peter Bondra      | Miroslav Šimonovič                      | Róbert Pukalovič                   | Zdeno Cíger                          | Ernest Bokroš                          | –                                     | –                                      | –                                        |
| 1999 | Pavol Demitra     | Pavol Rybár                             | Ľubomír Višňovský                  | Zdeno Cíger                          | Ján Filc                               | –                                     | –                                      | –                                        |
| 2000 | Miroslav Šatan    | Pavol Rybár                             | Ľubomír Višňovský                  | Miroslav Šatan                       | Ján Filc                               | –                                     | –                                      | –                                        |
| 2001 | Miroslav Šatan    | Pavol Rybár                             | Ľubomír Višňovský                  | Richard Šechný                       | Július Šupler                          | –                                     | –                                      | –                                        |
| 2002 | Peter Bondra      | Ján Lašák                               | Ľubomír Višňovský                  | Žigmund Pálffy                       | Ján Filc                               | –                                     | –                                      | –                                        |
| 2003 | Peter Bondra      | Ján Lašák                               | Ľubomír Višňovský                  | Žigmund Pálffy                       | František Hossa                        | –                                     | –                                      | –                                        |
| 2004 | Miroslav Šatan    | Ján Lašák                               | Zdeno Chára                        | Michal Handzuš                       | Dušan Gregor                           | –                                     | –                                      | –                                        |
| 2005 | Ľubomír Višňovský | Ján Lašák                               | Ľubomír Višňovský                  | Marián Hossa                         | Miloš Říha                             | –                                     | –                                      | –                                        |
| 2006 | Marián Hossa      | Karol Križan                            | Zdeno Chára                        | Marián Hossa                         | Ján Šterbák                            | –                                     | –                                      | –                                        |
| 2007 | Marián Hossa      | Peter Budaj                             | Ľubomír Višňovský                  | Marián Hossa                         | Peter Oremus                           | –                                     | –                                      | –                                        |
| 2008 | Marián Hossa      | Peter Budaj                             | Ľubomír Višňovský                  | Marián Hossa                         | Peter Oremus                           | –                                     | Peter Ország                           | –                                        |
| 2009 | Zdeno Chára       | Jaroslav Halák                          | Zdeno Chára                        | Marián Hossa                         | Anton Tomko                            | Zuzana Tomčíková                      | Peter Ország                           | Tomáš Tatar                              |
| 2010 | Marián Hossa      | Jaroslav Halák                          | Zdeno Chára                        | Marián Gáborík                       | Ján Filc                               | Zuzana Tomčíková                      | Vladimír Baluška                       | Richard Pánik                            |
| 2011 | Zdeno Chára       | Jaroslav Halák                          | Zdeno Chára                        | Pavol Demitra                        | Július Šupler                          | Zuzana Tomčíková                      | Peter Ország                           | Richard Pánik                            |
| 2012 | Zdeno Chára       | Ján Laco                                | Zdeno Chára                        | Marián Gáborík                       | Vladimír Vůjtek                        | –                                     | Vladimír Baluška                       | Tomáš Jurčo                              |
| 2013 | Zdeno Chára       | Rastislav Staňa                         | Zdeno Chára                        | Marián Hossa                         | Peter Mikula                           | –                                     | Vladimír Baluška                       | Marko Daňo                               |
| 2014 | Marián Gáborík    | Ján Laco                                | Zdeno Chára                        | Marián Gáborík                       | Anton Tomko                            | –                                     | Vladimír Baluška                       | Martin Réway                             |
| 2015 | Marián Hossa      | Jaroslav Halák                          | Zdeno Chára                        | Marián Hossa                         | Ernest Bokroš                          | –                                     | Vladimír Baluška                       | Martin Réway                             |
| 2016 | Andrej Sekera     | Július Hudáček                          | Andrej Sekera                      | Tomáš Tatar                          | Vladimír Országh                       | –                                     | Vladimír Baluška                       | Christián Jaroš                          |
| 2017 | Marián Hossa      | Peter Budaj                             | Andrej Sekera                      | Marián Hossa                         | Vladimír Országh                       | Jana Kapustová                        | Vladimír Baluška                       | Martin Fehérváry                         |
| 2018 | Zdeno Chára       | Marek Čiliak                            | Zdeno Chára                        | Tomáš Tatar                          | Vladimír Országh                       | Tatiana Ištocyová                     | Vladimír Baluška                       | Martin Fehérváry                         |
| 2019 | Zdeno Chára       | Jaroslav Halák                          | Erik Černák                        | Tomáš Tatar                          | Craig Ramsay                           | Nicol Čupková                         | Peter Stano                            | Adam Liška                               |
| 2020 | Nem lett kiosztva | Nem lett kiosztva                       | Nem lett kiosztva                  | Nem lett kiosztva                    | Nem lett kiosztva                      | Nem lett kiosztva                     | Nem lett kiosztva                      | Nem lett kiosztva                        |
| 2021 | Erik Černák       | Branislav Konrád                        | Erik Černák                        | Peter Cehlárik                       | Peter Oremus                           | Nicol Lucák Čupková                   | Peter Stano                            | Šimon Nemec                              |
| 2022 | Juraj Slafkovský  | Patrik Rybár                            | Erik Černák                        | Juraj Slafkovský                     | Craig Ramsay                           | Nicol Lucák Čupková                   | Peter Stano                            | Juraj Slafkovský                         |
| 2023 | Tomáš Tatar       | Stanislav Škorvánek                     | Martin Fehérváry                   | Tomáš Tatar                          | Dan Ceman                              | Nela Lopušanová                       | Peter Stano                            | Dalibor Dvorský                          |